# Арбузов Мойсей Петрович
Мойсей Петрович Арбузов (15 квітня 1908, Маріїнськ (нині — Кемеровської області) — 11 жовтня 1984) — український радянський вчений у галузі металургії та технології металів, металофізик, професор, член-кореспондент АН УРСР.

## Біографія
Після закінчення в 1934 році Томського університету працював у вищих навчальних закладах УРСР: Дніпропетровська, Харкова та Києва.
Із 1935 року — на кафедрі металофізики Дніпропетровського держуніверситету, Із 1944 ррку працював в Академії наук УРСР.
Із 1946 до 1953 року — Заступник директора Лабораторії металофізики АН УРСР із наукової частини. Звільнився з лабораторії у зв'язку із обранням за конкурсом завідувачем кафедри хімії у Київському інституті цивільної авіації, яку очолював з 1954 року по 1961 рік.
Із 1962 року працював завідувачем відділу фізичних методів дослідження в Інституті матеріалознавства АН УРСР.

## Наукова діяльність
Наукові інтереси М. П. Арбузова охоплювали область рентгеноструктурних досліджень мартенситних перетворень за різних режимів термічних обробок металів.
Останні роки життя присвятив вивченню структури тугоплавких матеріалів, магнітних матеріалів, а також структурним аспектам процесу окиснення інтерметалідів.